# Lassad Nouioui
Lassad Nouioui (født 8. marts 1986) er en tunesisk fodboldspiller.

## Tunesiens fodboldlandshold
| Tunesiens landshold | Tunesiens landshold | Tunesiens landshold |
| År                  | Kmp                 | Mål                 |
| ------------------- | ------------------- | ------------------- |
| 2009                | 2                   | 0                   |
| Total               | 2                   | 0                   |